# لورنزو ماتا
لورنزو ماتا (بالإنجليزية: Lorenzo Mata) مواليد 2 مارس 1986 في هونتينغتون بارك، هو لاعب كرة سلة أمريكي. بدأ مسيرته الاحترافية في سنة 2008. يلعب في الدوري المكسيكي لكرة السلة كلاعب وسط. يحمل الرقم 14. يبلغ طوله 6 قدم 9 بوصة (2.1 م). حقق المركز الأول في بطولة أمم الأمريكتين لكرة السلة 2013. لعب مع بيونيروس دي كوينتانا رو وبيراتاس دي كويبراديلاس.

## الميداليات
| الميدالية | المسابقة                             |
| --------- | ------------------------------------ |
| ذهبية     | بطولة أمم الأمريكتين لكرة السلة 2013 |

## روابط خارجية
- لورنزو ماتا على موقع الاتحاد الدولي لكرة السلة (الإنجليزية)
- لورنزو ماتا على موقع كرة السلة الأوروبية.كوم (الإنجليزية)
- لورنزو ماتا على موقع كلية كرة السلة في سبورتس رفرنس.كوم (الإنجليزية)
- لورنزو ماتا على موقع ريلجم (الإنجليزية)
- لورنزو ماتا على موقع بروبوليرز (الإنجليزية)